# Dalu (socken i Kina, Sichuan)
Dalu (kinesiska: 大录乡, 大录) är en socken i Kina. Den ligger i provinsen Sichuan, i den sydvästra delen av landet, omkring 320 kilometer norr om provinshuvudstaden Chengdu. Antalet invånare är 3 575. Befolkningen består av 1 335 kvinnor och 2 240 män. Barn under 15 år utgör 15,0 %, vuxna 15-64 år 77 %, och äldre över 65 år 7,0 %.
Genomsnittlig årsnederbörd är 886 millimeter. Den regnigaste månaden är juli, med i genomsnitt 197 mm nederbörd, och den torraste är december, med 5 mm nederbörd.